# Apache Software Foundation
Apache Software Foundation (Fundació de programari Apache) és la fundació sense ànim de lucre creada per donar suport als projectes Apache, incloent el popular servidor HTTP Apache. La ASF es va formar a partir de l'anomenat Grup Apache i es va registrar a Delaware (Estats Units), el juny de 1999.
L'Apache Software Foundation és una comunitat descentralitzada de programadors que treballan als seus projectes de codi obert. Els projectes Apache es caracteritzen per ser programari lliure. Cada projecte es gestiona per un grup autoseleccionat d'experts tècnics que són participants del projecte. L'ASF té una estructuració que es basa en mèrits, per tant només pot pertànyer a la fundació la gent que ha contribuït de forma significativa amb projectes Apache.
Entre els objectius de l'ASF es troba el de proporcionar protecció legal als voluntaris que treballen a projectes Apache, i al mateix nom Apache.
El projecte Apache és l'origen de les llicències Apache i de totes les llicències que tenen un esquema semblant (anomenades llicències d'"estil Apache").

## Història
La història de l'ASF està lligada al servidor HTTP Apache, el projecte amb el qual es va iniciar el 1995. Un grup de vuit programadors van començar a treballar en l'ampliació del dimoni HTTP de la NCSA. Aquests eren Brian Behlendorf, Roy T. Fielding, Rob Hartill, David Robinson, Cliff Skolnick, Randy Terbush, Robert S. Thau i Andrew Wilson amb les contribucions d'Eric Hagberg, Frank Peters i Nicolas Pioch.
El producte ampliat anomenat servidor Apache va ser llençat el 1995. El 1999, membres del Grup Apache van crear la fundació per donar suport al servidor HTTP Apache. L'ASF va arribar a tenir 113 membres el 2004.

## Projectes
En el transcurs dels més de 20 anys d'història de la fundació, s'han engegat gran quantitat de projectes, molts dels quals segueixen en actiu i molts dels quals també, que s'han anat abandonant, fusionant o redirigint.
Els projectes assumits per l'Apache Software Foundation són:
| Nom del Projecte       | Breu Descripció                                                                        | Data d'inclusió | Data de discontinuïtat |
| ---------------------- | -------------------------------------------------------------------------------------- | --------------- | ---------------------- |
| HTTP Server            | Servidor HTTP de codi obert multiplataforma.                                           | 1995            |                        |
| Accumulo               |                                                                                        |                 |                        |
| ActiveMQ               |                                                                                        |                 |                        |
| Airavata               |                                                                                        |                 |                        |
| Airflow                |                                                                                        |                 |                        |
| Allura                 |                                                                                        |                 |                        |
| Ambari                 |                                                                                        |                 |                        |
| Ant                    | Eina de construcció basada en Java i XML.                                              | 2000            |                        |
| Any23                  |                                                                                        |                 |                        |
| APISIX                 |                                                                                        |                 |                        |
| Archiva                |                                                                                        |                 |                        |
| Aries                  |                                                                                        |                 |                        |
| Arrow                  |                                                                                        |                 |                        |
| AsterixDB              |                                                                                        |                 |                        |
| Atlas                  |                                                                                        |                 |                        |
| Attic                  |                                                                                        |                 |                        |
| Avro                   |                                                                                        |                 |                        |
| Axis                   | Serveis web.                                                                           |                 |                        |
| Bahir                  |                                                                                        |                 |                        |
| Beam                   |                                                                                        |                 |                        |
| Bigtop                 |                                                                                        |                 |                        |
| Bloodhound             |                                                                                        |                 |                        |
| BookKeeper             |                                                                                        |                 |                        |
| Brooklyn               |                                                                                        |                 |                        |
| Buildr                 |                                                                                        |                 |                        |
| BVal                   |                                                                                        |                 |                        |
| Calcite                |                                                                                        |                 |                        |
| Camel                  |                                                                                        |                 |                        |
| CarbonData             |                                                                                        |                 |                        |
| Cassandra              | Dase de dades NoSQL orientada a columnes.                                              | 2009            |                        |
| Cayenne                |                                                                                        |                 |                        |
| Celix                  |                                                                                        |                 |                        |
| Chemistry              |                                                                                        |                 |                        |
| Clerezza               |                                                                                        |                 |                        |
| CloudStack             |                                                                                        |                 |                        |
| Cocoon                 | Entorn de programació de pàgines web dinàmiques.                                       | 2006            |                        |
| Commons                |                                                                                        |                 |                        |
| Community Development  |                                                                                        |                 |                        |
| Cordova                |                                                                                        |                 |                        |
| CouchDB                | Dase de dades NoSQL orientada a documents.                                             | 2008            |                        |
| Creadur                |                                                                                        |                 |                        |
| cTAKES                 |                                                                                        |                 |                        |
| Curator                |                                                                                        |                 |                        |
| CXF                    |                                                                                        |                 |                        |
| Daffodil               |                                                                                        |                 |                        |
| DataFu                 |                                                                                        |                 |                        |
| DataSketches           |                                                                                        |                 |                        |
| DB                     |                                                                                        |                 |                        |
| DeltaSpike             |                                                                                        |                 |                        |
| Directory              |                                                                                        |                 |                        |
| DolphinScheduler       |                                                                                        |                 |                        |
| Drill                  |                                                                                        |                 |                        |
| Druid                  | Dase de dades NoSQL orientada a columnes.                                              |                 |                        |
| Dubbo                  |                                                                                        |                 |                        |
| ECharts                |                                                                                        |                 |                        |
| Empire-db              |                                                                                        |                 |                        |
| Felix                  |                                                                                        |                 |                        |
| Fineract               |                                                                                        |                 |                        |
| Flex                   |                                                                                        |                 |                        |
| Flink                  |                                                                                        |                 |                        |
| Flume                  |                                                                                        |                 |                        |
| Fluo                   |                                                                                        |                 |                        |
| FreeMarker             |                                                                                        |                 |                        |
| Geode                  |                                                                                        |                 |                        |
| Geronimo               | Servidor d'aplicacions J2EE.                                                           |                 |                        |
| Giraph                 | Sistema de processament de grafs.                                                      |                 |                        |
| Gobblin                |                                                                                        |                 |                        |
| Gora                   |                                                                                        |                 |                        |
| Griffin                |                                                                                        |                 |                        |
| Groovy                 |                                                                                        |                 |                        |
| Guacamole              |                                                                                        |                 |                        |
| Gump                   |                                                                                        |                 |                        |
| Hadoop                 | Emmagatzematge distribuït de dades.                                                    | 2006            |                        |
| HAWQ                   |                                                                                        |                 |                        |
| HBase                  | Dase de dades NoSQL orientada a columnes.                                              |                 |                        |
| Helix                  |                                                                                        |                 |                        |
| Hive                   | Tractament SQL sobre dades distribuïdes.                                               |                 |                        |
| HttpComponents         |                                                                                        |                 |                        |
| Hudi                   |                                                                                        |                 |                        |
| Iceberg                |                                                                                        |                 |                        |
| Ignite                 |                                                                                        |                 |                        |
| Impala                 |                                                                                        |                 |                        |
| Incubator              |                                                                                        |                 |                        |
| IoTDB                  |                                                                                        |                 |                        |
| Isis                   |                                                                                        |                 |                        |
| Jackrabbit             |                                                                                        |                 |                        |
| Jakarta                |                                                                                        | 1999            | 21/12/2011             |
| James                  |                                                                                        |                 |                        |
| jclouds                |                                                                                        |                 |                        |
| Jena                   |                                                                                        |                 |                        |
| JMeter                 |                                                                                        |                 |                        |
| Johnzon                |                                                                                        |                 |                        |
| Joshua                 |                                                                                        |                 |                        |
| JSPWiki                |                                                                                        |                 |                        |
| jUDDI                  |                                                                                        |                 |                        |
| Juneau                 |                                                                                        |                 |                        |
| Kafka                  | Gestor de missatgeria en temps real.                                                   | 2012            |                        |
| Karaf                  |                                                                                        |                 |                        |
| Kibble                 |                                                                                        |                 |                        |
| Knox                   |                                                                                        |                 |                        |
| Kudu                   |                                                                                        |                 |                        |
| Kylin                  |                                                                                        |                 |                        |
| Libcloud               |                                                                                        |                 |                        |
| Logging Services       |                                                                                        |                 |                        |
| Lucene                 |                                                                                        |                 |                        |
| Lucene.Net             |                                                                                        |                 |                        |
| MADlib                 |                                                                                        |                 |                        |
| Mahout                 |                                                                                        |                 |                        |
| ManifoldCF             |                                                                                        |                 |                        |
| Maven                  |                                                                                        |                 |                        |
| Mesos                  |                                                                                        |                 |                        |
| MetaModel              |                                                                                        |                 |                        |
| MINA                   |                                                                                        |                 |                        |
| Mnemonic               |                                                                                        |                 |                        |
| MyFaces                |                                                                                        |                 |                        |
| Mynewt                 |                                                                                        |                 |                        |
| NetBeans               |                                                                                        |                 |                        |
| NiFi                   | Dissenyador de fluxos de dades.                                                        |                 |                        |
| Nutch                  |                                                                                        |                 |                        |
| OFBiz                  |                                                                                        |                 |                        |
| Olingo                 |                                                                                        |                 |                        |
| OODT                   |                                                                                        |                 |                        |
| Oozie                  |                                                                                        |                 |                        |
| OpenJPA                |                                                                                        |                 |                        |
| OpenMeetings           |                                                                                        |                 |                        |
| OpenNLP                |                                                                                        |                 |                        |
| OpenOffice             |                                                                                        |                 |                        |
| OpenWebBeans           |                                                                                        |                 |                        |
| OpenWhisk              |                                                                                        |                 |                        |
| ORC                    |                                                                                        |                 |                        |
| Ozone                  |                                                                                        |                 |                        |
| Parquet                |                                                                                        |                 |                        |
| PDFBox                 |                                                                                        |                 |                        |
| Perl                   | Llocs web dinàmics amb Perl.                                                           | 03/2000         |                        |
| Petri                  |                                                                                        |                 |                        |
| Phoenix                |                                                                                        |                 |                        |
| Pig                    |                                                                                        |                 |                        |
| Pivot                  |                                                                                        |                 |                        |
| PLC4X                  |                                                                                        |                 |                        |
| POI                    |                                                                                        |                 |                        |
| Portable Runtime (APR) |                                                                                        |                 |                        |
| Portals                |                                                                                        |                 |                        |
| Pulsar                 |                                                                                        |                 |                        |
| Qpid                   |                                                                                        |                 |                        |
| Ranger                 |                                                                                        |                 |                        |
| Ratis                  |                                                                                        |                 |                        |
| REEF                   |                                                                                        |                 |                        |
| River                  |                                                                                        |                 |                        |
| RocketMQ               |                                                                                        |                 |                        |
| Roller                 |                                                                                        |                 |                        |
| Royale                 |                                                                                        |                 |                        |
| Rya                    |                                                                                        |                 |                        |
| Samza                  |                                                                                        |                 |                        |
| Santuario              |                                                                                        |                 |                        |
| Serf                   |                                                                                        |                 |                        |
| ServiceComb            |                                                                                        |                 |                        |
| ServiceMix             |                                                                                        |                 |                        |
| ShardingSphere         |                                                                                        |                 |                        |
| Shiro                  |                                                                                        |                 |                        |
| SINGA                  |                                                                                        |                 |                        |
| SIS                    |                                                                                        |                 |                        |
| SkyWalking             |                                                                                        |                 |                        |
| Sling                  |                                                                                        |                 |                        |
| Solr                   |                                                                                        |                 |                        |
| SpamAssassin           | Filtre de correu electrònic per a identificar spam.                                    |                 |                        |
| Spark                  | Processament de dades.                                                                 | 2013            |                        |
| Sqoop                  | Exportació/Importació de dades entre bases de dades relacionals i entorns distribuïts. |                 |                        |
| Steve                  |                                                                                        |                 |                        |
| Storm                  |                                                                                        |                 |                        |
| Streams                |                                                                                        |                 |                        |
| Struts                 |                                                                                        |                 |                        |
| Submarine              |                                                                                        |                 |                        |
| Subversion             |                                                                                        |                 |                        |
| Superset               |                                                                                        |                 |                        |
| Synapse                |                                                                                        |                 |                        |
| Syncope                |                                                                                        |                 |                        |
| SystemDS               |                                                                                        |                 |                        |
| Tapestry               |                                                                                        |                 |                        |
| Tcl                    |                                                                                        | 07/2000         |                        |
| Tez                    |                                                                                        |                 |                        |
| Thrift                 |                                                                                        |                 |                        |
| Tika                   |                                                                                        |                 |                        |
| TinkerPop              |                                                                                        |                 |                        |
| Tomcat                 | Contenidor de servlets.                                                                | 2007            |                        |
| TomEE                  |                                                                                        |                 |                        |
| Traffic Control        |                                                                                        |                 |                        |
| Traffic Server         |                                                                                        |                 |                        |
| Trafodion              |                                                                                        |                 |                        |
| Turbine                |                                                                                        |                 |                        |
| TVM                    |                                                                                        |                 |                        |
| UIMA                   |                                                                                        |                 |                        |
| Unomi                  |                                                                                        |                 |                        |
| Usergrid               |                                                                                        |                 |                        |
| VCL                    |                                                                                        |                 |                        |
| Velocity               |                                                                                        |                 |                        |
| Web Services           |                                                                                        |                 |                        |
| Whimsy                 |                                                                                        |                 |                        |
| Wicket                 |                                                                                        |                 |                        |
| Xalan                  |                                                                                        |                 |                        |
| Xerces                 |                                                                                        |                 |                        |
| XML Graphics           | Solucions XML per a la web.                                                            | 2006            |                        |
| Yetus                  |                                                                                        |                 |                        |
| Zeppelin               | Interfície d'exploració de dades mitjançant llibretes.                                 |                 |                        |
| ZooKeeper              | Gestor de recursos.                                                                    |                 |                        |